# Leopold Hoesch

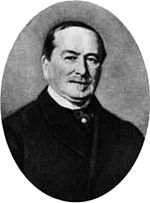
Leopold Hoesch

Der Industrielle Leopold Hoesch (* 13. Januar 1820 in Düren; † 21. April 1899 ebenda) gründete 1871 in Dortmund in der damaligen preußischen Provinz Westfalen das Eisen- und Stahlwerk Hoesch AG, die spätere Westfalenhütte.

## Leben

### Jugend und Ausbildung
Hoesch war der einzige Sohn von Wilhelm Hoesch (1791–1831) und seiner Frau Johanna (1790–1879), eine Tochter des Hüttenbesitzers und Tuchfabrikanten Arnold Schoeller (1747–1831) und Schwester des Dürener Unternehmers Leopold Schoeller.
Sein Vater Wilhelm hatte gemeinsam mit seinen Brüdern Ludolph (1788–1859) und Eberhard (1790–1852) im Jahre 1812 die Firma „Gebrüder Hoesch“ gegründet, welche die Papier- und Eisenbetriebe der Familie Hoesch in Krauthausen, Schneidhausen, Zweifall und Simonskall zusammenfasste.
Nach dem Besuch der protestantischen Elementarschule in Düren schickte Wilhelm Hoesch – wie fast alle wohlhabenden Dürener Industriellen – seinen Sohn Leopold nach Köln auf die 1828 gegründete Höhere Bürgerschule, das spätere Gymnasium Kreuzgasse. Nach dem Tod des Vaters am 23. September 1831 schloss dessen Bruder Eberhard am 24. April 1832 einen Vertrag mit Leopolds Mutter Johanna. Laut J. Hashagen belief sich das Vermögen des Verstorbenen „übrigens auf nur 92.000 Thaler (…).“ Von da an lag die Erziehung des elfjährigen Leopolds allein in den Händen seiner strengen Mutter.
Nach dem Abitur in Köln besuchte Leopold drei Jahre die polytechnische Schule in Wien und lebte bei seiner ältesten Schwester Pauline, die dort seit 1831 mit ihrem Mann Alexander von Schoeller wohnte. Nach Abschluss des Polytechnikums ging Leopold noch einige Monate nach Lüttich, um sein Französisch zu perfektionieren.

### Erste berufliche Erfahrungen und Familiengründung
Wieder in Düren arbeitete Leopold im Geschäft seines Onkels Eberhard. Dieser übernahm für Leopold die Rolle eines Vaters und er erkannte seine Fähigkeiten und verlieh ihm schon bald eine bevorzugte Stellung im Unternehmen.
Die Beziehung zwischen den beiden vertiefte sich zudem dadurch, dass Leopold 1844 Eberhards zweite Tochter Henrietta Maria Sibilla (1823–1872) heiratete. Die aus heutiger Perspektive ungewöhnliche Heirat im engeren Verwandtschaftskreis war in damaliger Zeit und besonders in den Fabrikantenfamilien Dürens keine Besonderheit. Leopolds Mutter kaufte sich im selben Jahr ein Haus in der Weierstraße, so dass Leopold mit seiner Frau in das von seinem Vater 1824 gekaufte, elterliche Haus in der Wirtelstraße einzog. Aus der Ehe Leopolds gingen fünf Kinder hervor: Wilhelm (1845–1923), Albert (1847–1898), Hugo (1850–1916), Adele (1853–1920) und Pauline (1858–1920).
Hoeschs Vater hatte das Familienunternehmen 1846 durch die Gründung eines Walzwerks am Sticher Berg in Eschweiler sowie den Erwerb von zehn weiteren Grubenfeldern zur Sicherung der Rohstoff- und Energieversorgung stark ausgebaut. Am 1. Oktober 1846 änderte sich daraufhin die Firma „Gebrüder Eberhard und Wilhelm Hoesch“, benannt nach Leopolds Vater und Onkel, und firmierte fortan unter dem Namen „Eberhard Hoesch & Söhne.“ Leopolds Mutter trat zugunsten ihres Sohnes von ihrem Anteil zurück. Dieser war nunmehr mit einem Viertel am Unternehmen beteiligt. Neben Eberhard selbst war noch dessen ältester Sohn Gustav  Hoesch (1818–1885) an dem neuen Unternehmen beteiligt, das nun die Betriebe in Eschweiler, Lendersdorf, Schneidhausen, Simonskall und Zweifall umfasste. Während infolge die mit der Märzrevolution einhergehende Depression das im Aufbau begriffene, in seinen Dimensionen bis dahin einzigartige Werk in Eschweiler gefährdete, wurde es in der folgenden Hochkonjunktur Mitte der fünfziger Jahre neben Lendersdorf zu den profitabelsten Werken.

### Unternehmensleiter
Nach dem Tod seines Onkels Eberhard am 21. April 1852 wurde Leopold das neue, maßgebende Oberhaupt der Familie und Leiter der Unternehmen. In den 1860er Jahren wurden durch die Umstellung auf das Bessemerverfahren phosphor- und schwefelarme Eisenerze nötig. Damit drohten die Hoeschwerke wegen ihrer schlechten Verkehrslage unrentabel zu werden. Hoesch verlegte daher den Hauptsitz des Unternehmens ins Ruhrgebiet, um so von günstigen Frachtkosten und der Nähe zu den Steinkohle-Bergwerken zu profitieren. Zusammen mit seinen Söhnen Wilhelm (1845–1923) und Albert (1847–1898), die im Ausland die modernsten Technologien kennengelernt hatten, sowie mit den Söhnen seines Onkels Eberhard, Viktor und Eberhard Hoesch, wurde am 1. September 1871 das Eisen- und Stahlwerk Hoesch in Dortmund mit einem Gesellschaftskapital von 800.000 Talern gegründet. Das Unternehmen hatte zunächst die Rechtsform einer offenen Handelsgesellschaft (OHG) und wurde zwei Jahre nach der Gründung in eine Aktiengesellschaft umgewandelt, deren Aktien in Familienbesitz blieben. Das Unternehmen firmierte später als Hoesch AG.

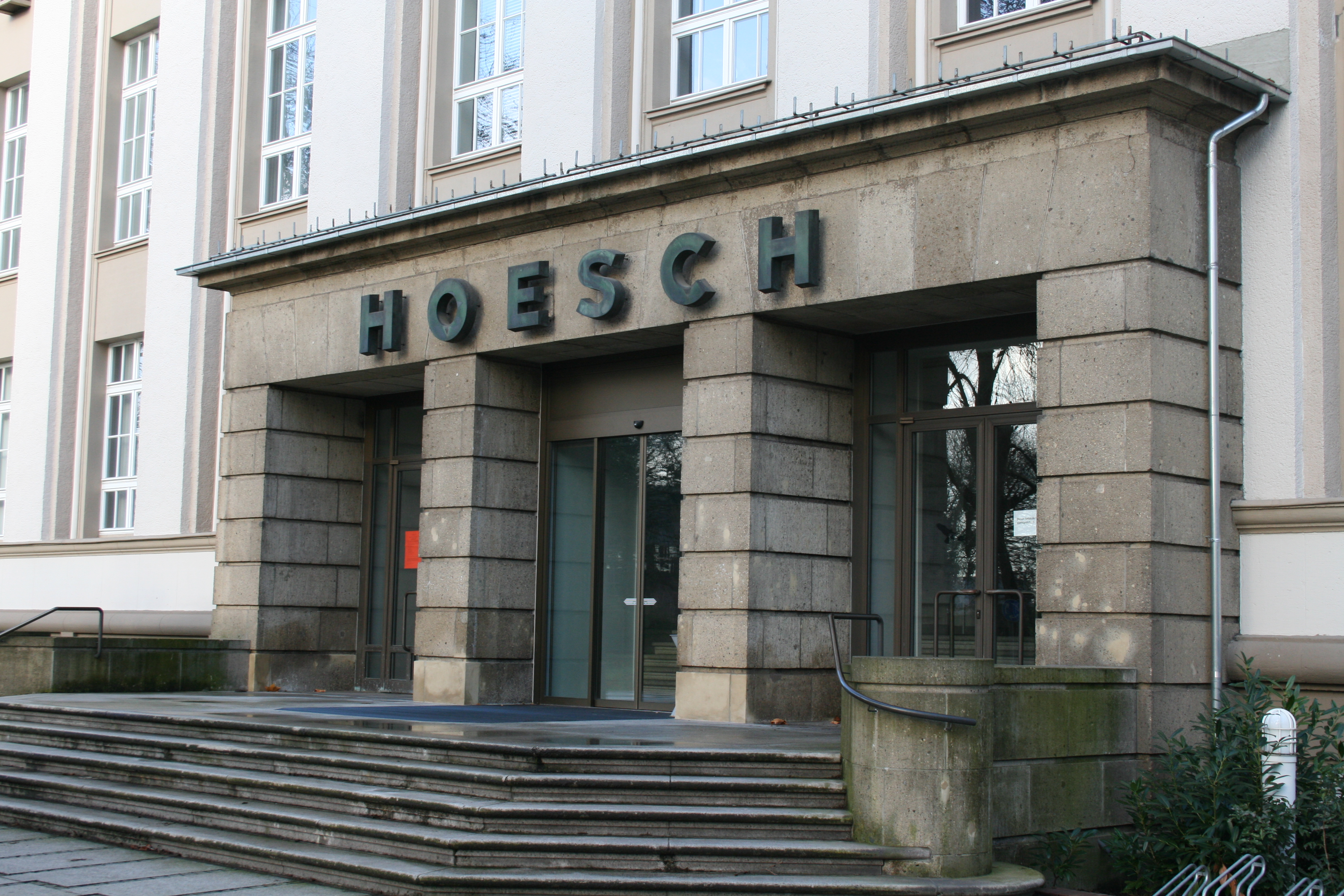
Eingangsportal der ehemaligen Hauptverwaltung in Dortmund

Während Albert den Aufbau und die Leitung des Werks übernahm, kümmerte Leopold sich um die strategische Ausrichtung des neuen Unternehmens. Auch auf sozialem Niveau setzte das neue Werk durch eine eigene Betriebskrankenkasse, der heutigen BKK Hoesch, sowie später durch eine Sterbegeldkasse, der Vorsorgekasse Hoesch, neue Maßstäbe. Die Entwicklung des neuen Werks verlief Punkt für Punkt nach Leopolds Plan. Später entstand unter den so genannten Hoeschianern der Begriff Karl Hoesch, eine liebevoll gemeinte Respekterklärung, die als Idiom besonders für alles steht, was mit dem Stahlunternehmen Hoesch AG zu tun hat.
Leopold Hoesch hatte bis zum Ende des 19. Jahrhunderts als Mehrheitsaktionär und Aufsichtsratsvorsitzender die zentrale Verantwortung im Unternehmen. Das zunächst eingesetzte Bessemerstahlwerk mit Schienen- und Trägerwalzwerk wurde 1884 durch ein Thomaswerk ersetzt. Im Jahr 1895 folgte der Bau eines Siemens-Martinwerks mit mehreren Walzstraßen. Im Jahr 1896 kam eine Hochofenanlage hinzu.
Das Aktienkapital stieg unter Hoeschs Führung von 3,6 auf 15 Millionen Mark, die Schuldverschreibungen wuchsen auf 6 Millionen Mark.

#### Unternehmensbeteiligungen
Sein außerordentliches Engagement und sein unternehmerischer Instinkt wird an den zahlreichen Institutionen deutlich, in denen er meist führend aktiv war. Hier spiegelt sich wiederum die Persönlichkeit seines Vorgängers, Onkels und Vorbilds Eberhard Hoesch wider. Leopold war Aufsichtsrat des Aachener Hütten- und Aktienvereins Rothe Erde, des Hüttenwerks Phoenix in Ruhrort, des Märkisch-Westfälischen Bergwerkvereins in Letmathe, des Sieg-Rheinischen Bergwerks- und Hüttenvereins, des A. Schaaffhausen’schen Bankvereins in Köln und auch Verwaltungsratsmitglied der Rheinischen Eisenbahn-Gesellschaft.

### Wirtschaftliche Interessenpolitik
Nachdem er wesentlich an der Gründung einer gemeinsamen Interessenvertretung beteiligt war, wurde Leopold erster Vorsitzender des 1860 gegründeten Technischen Vereins für das Hüttenwesen (seit 1880 Verein Deutscher Eisenhüttenleute, dem heutigen Stahlinstitut VDEh). Vier Jahre später wurde er dessen Ehrenvorsitzender und gilt zudem als geistiger Vater des 1917 in Düsseldorf vom Verein gegründeten Eisenforschungsinstitutes. Mit dem Beitritt des Technischen Vereins für Eisenhüttenwesen zum Verein Deutscher Ingenieure (VDI) im Jahr 1862 wurde er VDI-Mitglied.
Geschickt wusste Leopold die wirtschaftspolitischen Interessen seines Unternehmens mit denen seiner Branche zu verbinden. In seiner Vereinsfunktion plädierte Hoesch in den 1860er Jahren allerdings vergeblich für die Beibehaltung von gemäßigten Eisenzöllen. Während der Gründerkrise trat er ab 1873 für die Einführung von Schutzzöllen ein.
Ein Höhepunkt seines industriepolitischen Engagements war seine Rolle als Sachverständiger in der Eisen-Enquetekommission von 1878.

### Politik und Ehrenämter
Seit 1859 war Leopold wie viele andere wohlhabende Dürener Industrielle auch Mitglied des Stadtrates, denn „die persönlichen Fähigkeiten der Unternehmer, die enge Verbindung von Gemeinde und Industrie sowie die soziale und wirtschaftliche Stellung drängten die Fabrikanten auch zu den wichtigsten politischen Aufgaben der Stadt und des Kreises Düren.“ Darüber hinaus war er Mitglied des Kreistages und gehörte – da er Besitzer des Rittergutes Boisdorf war – auch der Kreisstandschaft an. Auch in der protestantischen Gemeinde, die durch zahlreiche Stiftungen der Familie Hoesch unterstützt wurde, war Leopold neben regelmäßigen Besuchen der Messe als deren Kirchmeister von 1870 bis 1875 aktiv. Nachdem er schon in jungen Jahren zum Kommerzienrat ernannt worden war, verlieh man ihm 1884 den Titel eines geheimen Kommerzienrates. Und im selben Jahr wurden ihm für sein tatkräftiges Mitwirken bei Weltausstellungen das Kreuz der französischen Ehrenlegion und der bayrische Verdienstorden des Heiligen Michaels verliehen.
Die Bedeutung bzw. Anerkennung seiner Leistungen von Seiten der Politik zeigt sich auch darin, dass General Helmuth Karl Bernhard von Moltke während eines großen Manövers um Düren zu Gast in Leopolds Haus an der Wirtelstraße war.
Die konservative politische Haltung zeigt sich besonders deutlich daran, dass die Dürener Industriellen die sogenannte „Kölner Adresse“ von 1863 während des preußischen Verfassungskonflikts unterschrieben. König Wilhelm I. wurde darin um die Herstellung des verfassungsmäßigen Rechtszustandes gebeten.
Als Indiz für Leopolds patriotische Gesinnung kann sein Engagement an der DOAG genannten, neuen Deutsch-Ostafrikanischen Gesellschaft von 1887 angesehen werden. Obwohl er bezüglich der Wirtschaftlichkeit der Kolonialgesellschaft – an der neben dem Kaiser als größtem Aktionär zahlreiche rheinische Industrielle beteiligt waren – äußerst skeptisch gegenüberstand, beteiligte er sich. 1887 schrieb Leopold an den Kölner Industriellen Eugen Langen, der wesentlich an der neuen DOAG beteiligt war, dass er sich „lediglich und nur aus patriotischer Neigung und um Ihrem Interesse für diese Colonial-Angelegenheit gerecht zu werden“ an der DOAG beteilige.
In Düren war Leopold als erfolgreicher und kommunal engagierter Fabrikant eine allseits geschätzte Person und residierte – wie alle erfolgreichen Unternehmer in jener Zeit – in seiner repräsentativen Villa vor dem Obertor, die er dort 1865 errichten ließ. Überhaupt war das Verhältnis zwischen Arbeitern und Fabrikanten in Düren außergewöhnlich. Die als „Fürsten“ verehrten, erfolgreichen Geschäftsmänner und deren Familien luden nach 1870 immer öfter sämtliche Mitarbeiter ihrer Betriebe mit ihren Familienangehörigen zu Festlichkeiten ein. Neben Geltungsbedürfnis spielten auch ein echtes Interesse am Wohlergehen der Gemeinde, Hilfsbereitschaft und ein Gefühl religiöser Verpflichtung eine große Rolle für das soziale Engagement der Dürener Unternehmer.

### Soziales Engagement und Familienleben

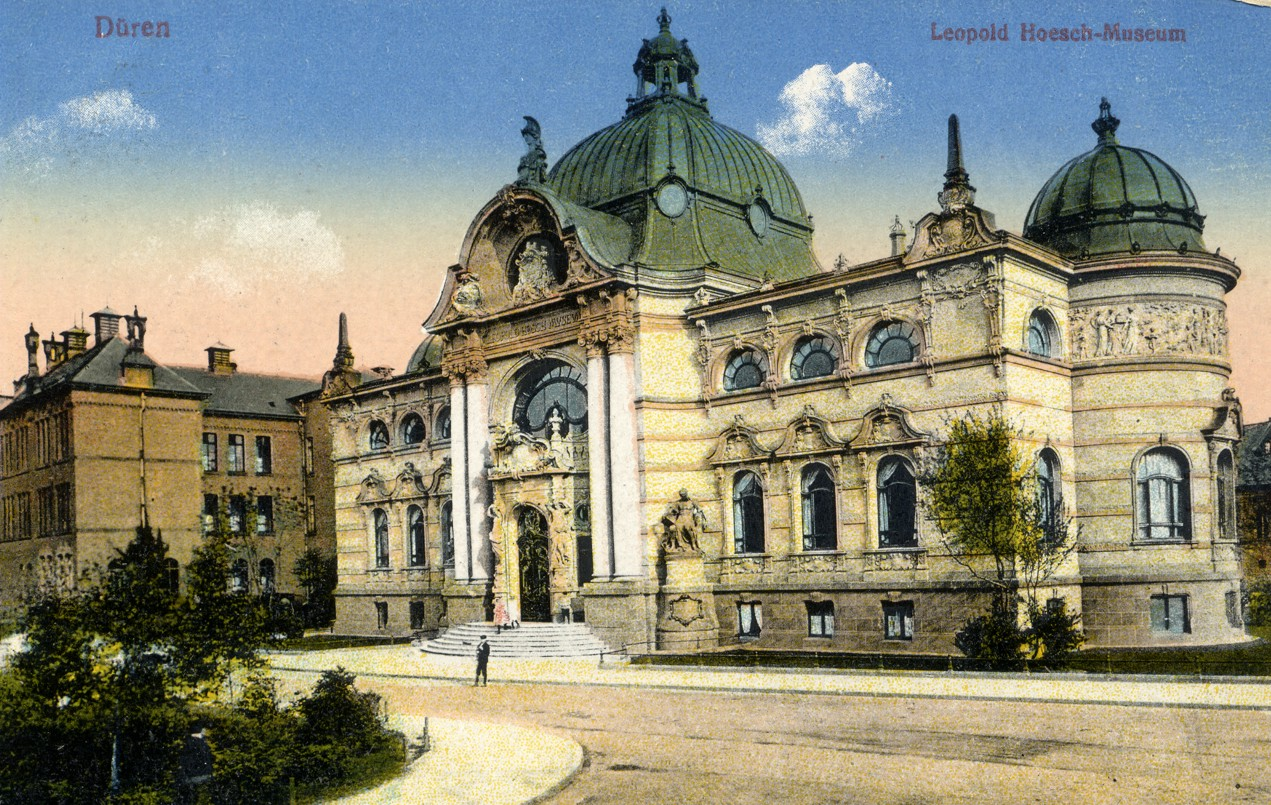
Historische Abbildung (um 1920) Leopold-Hoesch-Museum Düren, im Zweiten Weltkrieg wurde die Kuppel zerstört und nicht wiederaufgebaut

1884 stiftete Leopold der evangelischen Schule 70.000 Mark. Sechs Jahre später konnte dank seiner mit anderen Fabrikanten erfolgreich vollzogenen Lobbyarbeit und einer weiteren Spende Leopolds von 20.000 Mark die Aufwertung der Schule zur Oberrealschule gefeiert werden. Von nun an mussten die Dürener Eleven nicht mehr nach Köln reisen, um eine gründliche und zeitgemäß hohe Ausbildung zu erhalten.

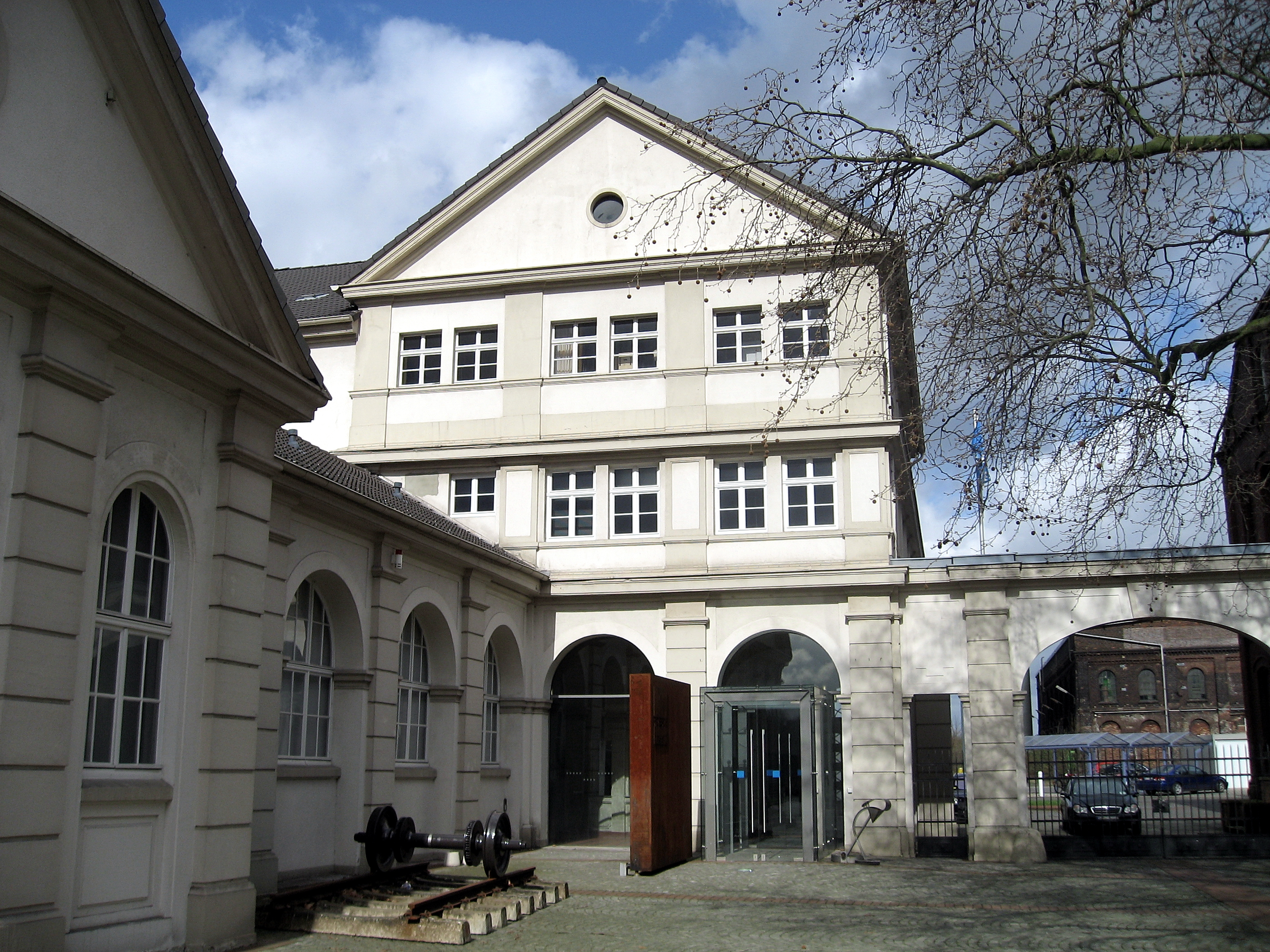
Hoesch-Museum in Dortmund

In diesem Engagement für die Jugend spiegelte sicher auch Leopolds eigene schwierige Kindheit wider. Für seine Söhne legte er im Sinne der Tradition schon früh die Grundlagen für deren Selbstständigkeit und gab ihnen so die Möglichkeit, ihre Fähigkeiten und Neigungen zu entfalten. Während Albert von seinem 24. Lebensjahr an bis zu seinem überraschend frühen Tode die Oberleitung im Dortmunder Hoesch-Werk innehatte, wurde Wilhelm nach Alberts frühem Tod der alleinige Inhaber der Firma „Eberhard Hoesch und Söhne“. Für den dritten und später geadelten Sohn Hugo von Hoesch, der die Mathilde Friederike, eine Tochter des deutsch-österreichischen Großindustriellen Gustav Adolph von Schoeller geheiratet hatte, ersteigerte Leopold die Papierfabrik Hütten in Königstein/Sächsische Schweiz. Bei seinen beiden Töchtern Adele, die den Aachener Textilfabrikanten Carl Delius und Pauline, die Richard Brockhoff geheiratet haben, sorgten Verbindungen mit erfolgreichen Fabrikanten aus Aachen und Düren ebenfalls für eine gesicherte Zukunft.
In Dortmund erinnert unter anderem das Hoesch-Museum an die unternehmerische Leistung Leopolds Hoesch.

### Tod

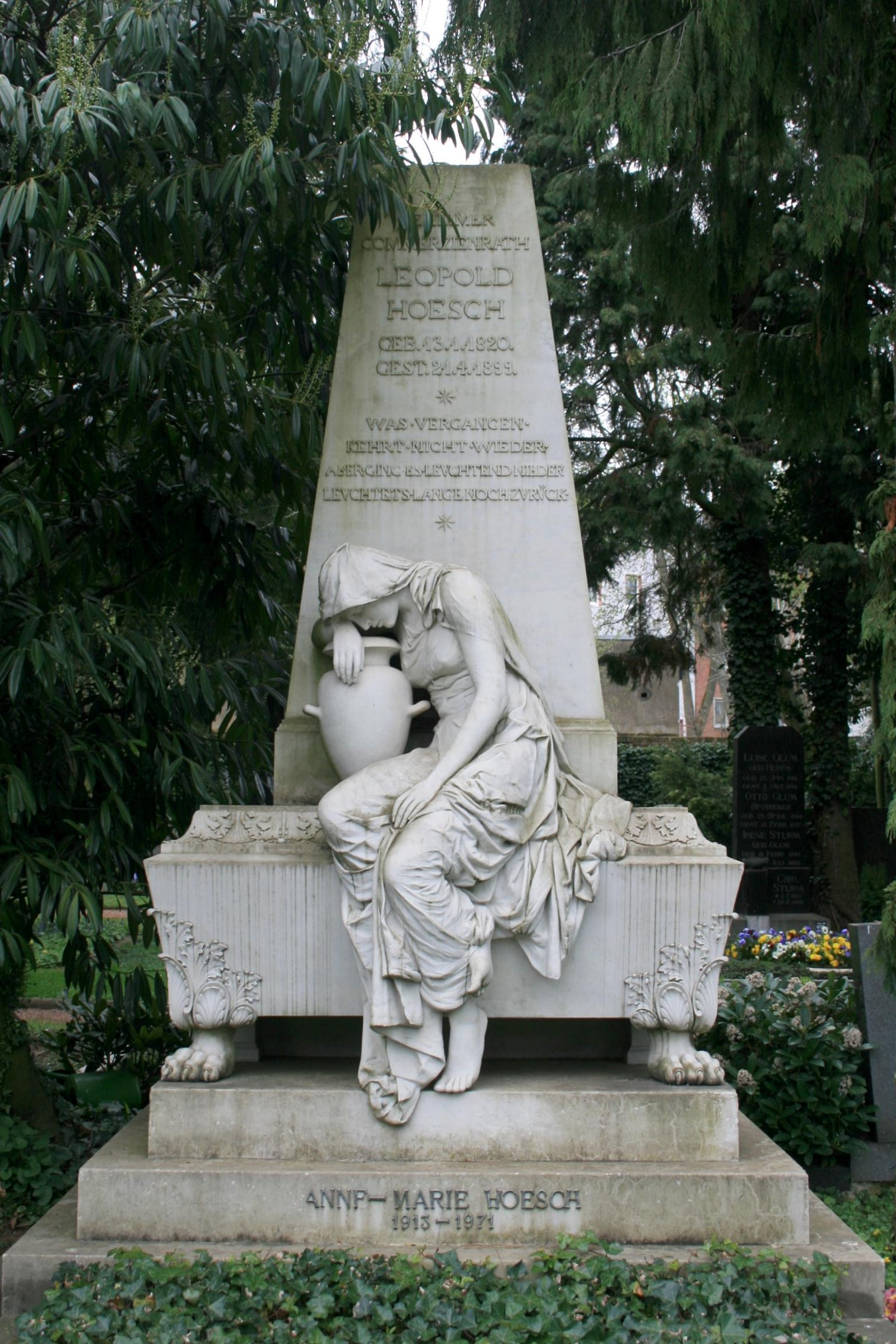
Grabmal für Leopold Hoesch auf dem evangelischen Friedhof in Düren

Am 21. April 1899 starb Leopold nach einem Gehirnschlag in seiner Villa Oberstraße 64, von wo aus am 24. April der Trauerzug den Leichnam zu seinem Grab auf dem evangelischen Friedhof geleitete. In den Traueranzeigen der Dürener Zeitungen dankten die Beamten und Arbeiter ihrem strengen, stets rechtlichen und liebevoll väterlichen Vorgesetzten für sein Engagement und Interesse am Wohl der Belegschaft. Auch die Oberrealschule gedachte ihres noblen Spenders und führte den Trauerzug an. Die starke Anteilnahme der Bevölkerung am Begräbnis ihres Wohltäters spiegelte Leopolds Ansehen und die Anerkennung seines sozialen Engagements. Aus dem Erbe des Vaters stiftete der Sohn Wilhelm Hoesch der Stadt Düren 1899 einen Betrag von 300.000 Mark für die Errichtung eines Kunstmuseums, das schließlich 1905 als Leopold-Hoesch-Museum eingeweiht werden konnte.

## Quelle
- Gerd Mörsch: Leopold Hoesch – Ein „Gentleman vom Scheitel bis zur Sohle“. Biografie abgedruckt in der Festschrift zum 100jährigen Jubiläum des Leopold-Hoesch-Museums